# Adolf Friedrich von Witzendorff (Kammerjunker)
Adolf Friedrich von Witzendorff, auch Adolph Friedrich Witzendorff bzw. Adolf Friedrich Witzendorf (* 23. Oktober 1737 in Lübeck; † 27. Dezember 1772 in Groß Zecher) war ein deutscher Gutsherr und Prinzenerzieher am Hof von Neustrelitz.

## Leben
Adolf Friedrich von Witzendorff entstammte dem lüneburgischen Patriziergeschlecht von Witzendorff; er war ein Sohn von Hieronymus Friedrich von Witzendorff (* 11. Dezember 1695 in Lüneburg; † 6. Juni 1742 in Lübeck) und seiner Frau Christiane Luise Friederike von Jasmund (1708–1758). Sein Vater war königlich britischer Landrat in Lauenburg und der älteste Sohn des Lübecker Domdekans Dietrich Wilhelm von Witzendorff (1661–1712). Sein gleichnamiger Neffe, mit dem er oft verwechselt bzw. vermischt wird, war der letzte Lübecker Dompropst Adolf Friedrich von Witzendorff (1747–1818).
Adolf Friedrich von Witzendorff kam als Kammerjunker an den herzoglich mecklenburg-strelitzischen Hof in Neustrelitz und war hier als Erzieher (von Karl II. (Mecklenburg)?) tätig.
Von seinen fünf Kindern, zwei Söhnen und drei Töchtern, aus seiner 1762 zu Neustrelitz geschlossenen Ehe mit Dorothea Sophie von Behm (1735–1774), konnte der jüngste Sohn, Karl Gotthard Hieronymus von Witzendorff die Linie auf Gut Groß Zecher fortsetzen.

## Schriften
- Unterricht von den wahren Vorzügen: in einem Schreiben an den Durchlauchtigen jüngsten Prinzen von Mecklenburg-Strelitz vorgetragen. Harmsen, Hamburg 1762., f. 2. Auflage: Haußwaldt, Leipzig 1763.